# إربد (محافظة)
محافظة إربد هي محافظة تقع في أقصى شمال الأردن, وتمتد حدودها لتصل إلى الحدود الأردنية السورية، حيث نهر اليرموك. تعد المناطق الشرقية من المحافظة جزءًا من سهل حوران الممتد بين سوريا والأردن، بينما تطل الأجزاء الشمالية على هضبة الجولان، أما من الغرب فتتكون المنطقة جغرافياً من هضاب متوسطة الارتفاع، تنخفض تدريجياً لتصل إلى ما دون مستوى سطح البحر في غور الأردن. بينما تمتد المناطق الجنوبية منها في منطقة المزار الشمالي ذات الجبال العالية والطبيعة الساحرة المتاخمة لجبال عجلون.

## التاريخ

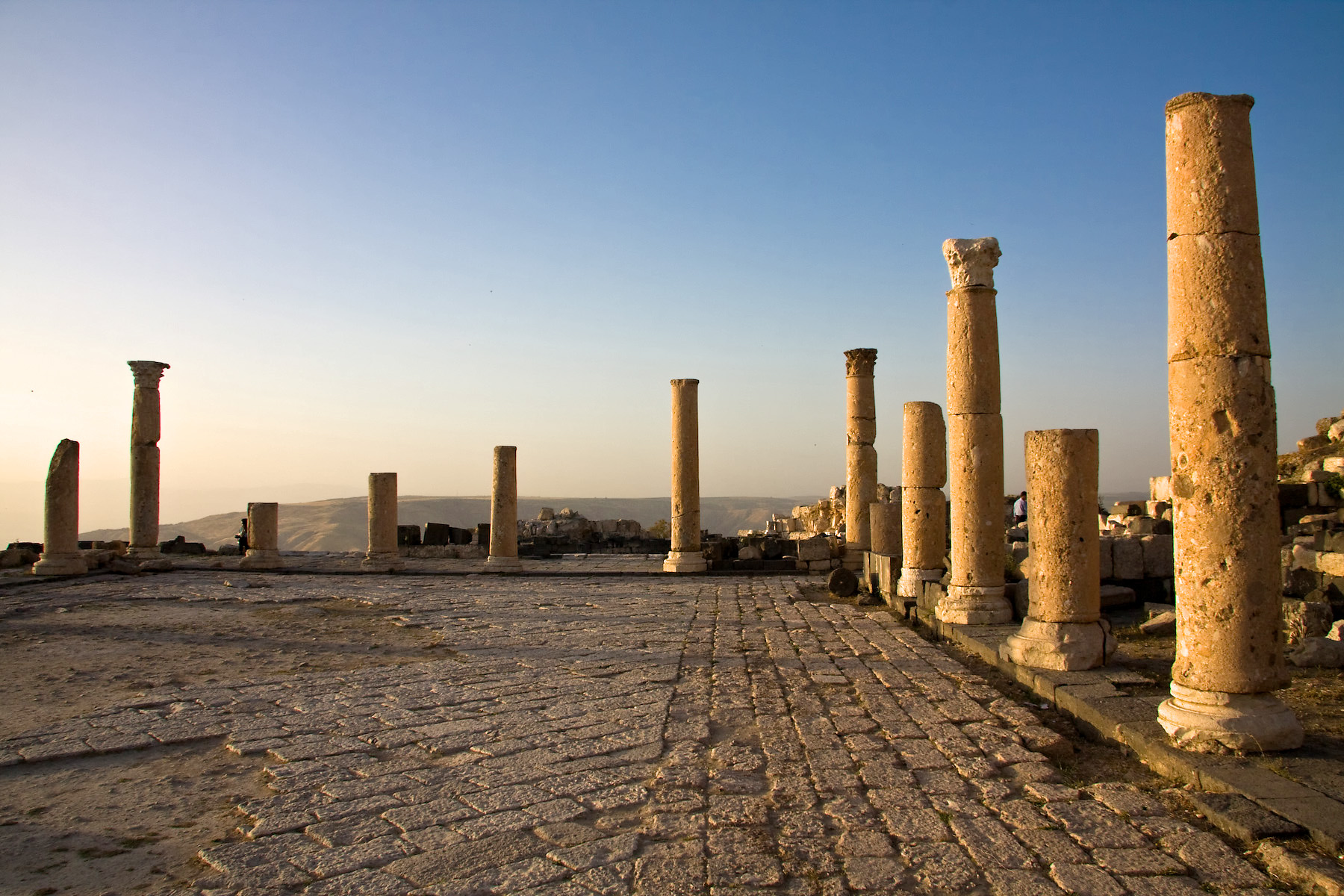
كنيسة رومانية في أم قيس

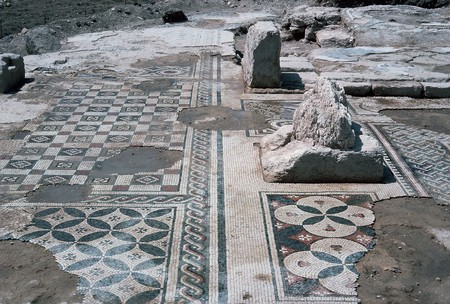
موقع روماني في الرمثا

تقع محافظة إربد في حوض نهر اليرموك، وهي جزء من سهول حوران التي تغطي شمال الأردن وجنوب غرب سوريا. وقد شهدت أرضها إحدى أهم المعارك في التاريخ وهي معركة اليرموك. مرت عليها الحضارات اليونانية والرومانية والإسلامية تاركين وراءهم المواقع التاريخية والأثرية. والمدن اليونانية الرومانية مثل أرابيلا (إربد)، و Capitolias (بيت راس)، و ديون (الحصن)، الذي يحتوي على تلة اصطناعية رومانية وبحيرة رومانية، جدارا (أم قيس)، بيلا (طبقة فحل) وأنشئت أبيلا (قويلبة). وكانت أعضاء في حلف الديكابولس : وهو الميثاق الذي يتكون من عشر مدن رومانية في المنطقة. انتشرت المسيحية هناك في القرن الثاني والقرن الثالث الميلادي
شهدت إربد حضارات عدة مثل الآرامية والعمونية. وقد انعكست أهميتها في العصر الهلينستي. في 13 هجرية (634 ميلادية) دخلت جيوش الفتح الإسلامي إلى الأردن بقيادة شرحبيل بن حسنة، وحققت انتصارات حاسمة في حربها مع الروم والتي عرفت باسم فتح الشام. وأدت إلى فتح إربد وبيت راس وأم قيس. وكان القائد الإسلامي أبو عبيدة عامر بن الجراح قادرا على فتح بيلا (الاسم اليوناني لإربد) في 15 هجرية (636 م), و نجح الصحابي خالد بن الوليد في سحق جيوش الرومان في معركة اليرموك. وبالتالي، تمكّن من وضع حد للوجود الروماني في المنطقة. في 583 هجرية (1187 م) وقعت معركة حطين بقيادة القائد صلاح الدين الأيوبي، المعركة التي كانت الأعنف في تاريخ الحروب الصليبية، وتلا ذلك معركة إعادة تحرير القدس والعودة مرة أخرى إلى السيادة الإسلامية.
في العصر المملوكي، لعبت دورا هاما إربد كنقطة توقف لقوافل الحجاج القادمين من تركيا وشمال العراق وجنوب روسيا. وكانت محور اتصال مهم وبوابة لساحل مصر والحجاز وفلسطين، وخصوصا خلال الوقت الذي كانت إربد مرتبطة مع دمشق، التي كان لها أثر إيجابي على الحركة الثقافية والعلمية من إربد على النحو المشار إليه من الكتابات التاريخية. وبالإضافة إلى انتشار عدد من العلماء وباحثي الفقه الإسلامي، وبها مقابر إسلامية لكثير من الصحابة، العديد من المساجد والمباني الإسلامية، مثل دار السرايا (السجن السابق) والتي تم تحويلها إلى متحف، المسجد المملوكي، مسجد إربد المملوكي ومسجد أموي ضخم.

## الجغرافيا
تقع محافظة إربد في شمال غرب الأردن، في حوض نهر اليرموك ووادي الأردن. وهي جزء من سهول حوران، التي تغطي شمال الأردن، وجنوب غرب سوريا. تحدها سوريا من الشمال، ونهر الأردن من الغرب، محافظة المفرق من جهة الشرق، ومحافظات جرش وعجلون والبلقاء من الجنوب و تشكل مدينة إربد مع ألويتها وحدة جغرافية متكاملة وذلك بسبب تضاريسها المتعددة والمتنوعة، فهناك الغور المنبسط ذو الطقس المعتدل صيفا والبارد شتاءً، ومرتفعات جبال عجلون التي تصل ارتفاعها إلى (1250)م عن سطح البحر، وتمتاز جبال محافظة إربد بكثافة الأشجار والغابات الحرجية دائمة الخضرة.

### طبوغرافية المنطقة
تمتاز منطقة إربد بسهولها الخصبة وبكثرة الوديان مثل:
- وادي زقلاب بالقرب من دير أبي سعيد
- وادي الشلالة في الرمثا وسال وهو امتداد لوادي نهر اليرموك.
- وادي أبو زياد بالقرب من دير أبي سعيد
- وادي الطيبة
- وادي عين سعيد في كفرسوم
- وادي اليابس (وادي الريان): بالقرب من قرية جديتا
- كفرابيل
- وادي الصريح
- وادي دلبان: بالقرب من قرية بيت يافا
- وادي الجرون: بالقرب من قرية جحفية والمزار
- وادي الموت: بالقرب من قرية دير السعنة
- وادي الغفر: وهو مشهور لدى أهالي إربد ويقع غرب إربد وغرب حي الطوال وحي التركمان مباشرة وشرق قرى زحر وسوم.
- وادي الشرايعة في إرحابا.
- ويعتبر وادي العرب أكبر وأغزر بالمياه من بين الأودية في إربد والمملكة الأردنية كافة، الأودية واليانبيع تسيل وتصب أخيرا في نهر الأردن إلا أنه ونتيجة للزيادة السكانية وشح المياه تم عمل آبار ارتوازية على منابع الأودية وحوّلت إلى المدن والقرى لغايات الشرب ويقع معظم أراضي هذا الوادي في قرية كفر أسد

وتجري بعض الأودية الجافة حول مدينة إربد مثل أودية الغَفر، والبارحة، وزبدة، والحَمام، ودلهام، والقبلي، والروية.

## التقسيمات الإدارية
مركز المحافظة هي مدينة إربد، ومقسمه إدارياً إلى تسعة ألوية وهي :
|   | اللواء                | عدد السكان (عام 2009) | المركز الإداري  |
| - | --------------------- | --------------------- | --------------- |
| 1 | لواء القصبة           | 430,000               | مدينة إربد      |
| 2 | لواء بني عبيد         | 200,000               | الحصن           |
| 3 | لواء المزار الشمالي   | 50,000                | المزار الشمالي  |
| 4 | لواء الرمثا           | 125,000               | الرمثا          |
| 5 | لواء بني كنانة        | 100,000               | سما الروسان     |
| 6 | لواء الكورة           | 115,000               | دير أبي سعيد    |
| 7 | لواء الأغوار الشمالية | 98,000                | الشونة الشمالية |
| 8 | لواء الطيبة           | 30,000                | الطيبة          |
| 9 | لواء الوسطية          | 25,000                | كفر أسد         |

يوجد فيها العديد من المناطق السياحية والأثرية وفيها مجموعة من المدن الرومانية وأشهرها أم قيس، وبيت راس، وأبيلا، وحوض نهر اليرموك.

## البلديات
في عام 2001 تم إنشاء وزارة البلديات التي قامت بتغيير نظام البلديات والذي سمي بنظام فصل البلديات. وأصبحت إربد تضم 16 بلدية بدل 80 بلدية في السابق.
والبلديات هي:
| اسم البلدية                | شعار البلدية | اللواء                        | المركز          | المناطق التابعة                                                                                                |
| -------------------------- | ------------ | ----------------------------- | --------------- | --- |
| بلدية إربد الكبرى          |              | لواء قصبة إربد، لواء بني عبيد | إربد            | إربد، فوعرا، بيت رأس، كفر جايز، حكما، مرو، علعال، المغير، سال، بشرى، حوارة، الصريح، إيدون، الحصن، النعيمة، كتم |
| بلدية سهل حوران            |              | لواء الرمثا                   | الطرة           | الطرة، الشجرة، عمراوة، الذنيبة                                                                                 |
| بلدية الرمثا الكبرى        |              | لواء الرمثا                   | الرمثا          | الرمثا، البويضة                                                                                                |
| بلدية غرب إربد             |              | لواء قصبة إربد                | كفريوبا         | كفر رحتا، كفر يوبا، بيت يافا، زحر، سوم، ججين، ناطفة، هام، دوقرة                                                |
| بلدية خالد بن الوليد       |              | لواء بني كنانة                | ملكا            | ملكا، المنصورة، أم قيس، الحمة الأردنية، المخبية التحتا                                                         |
| بلدية الكفارات             |              | لواء بني كنانة                | كفر سوم         | حبراص، حرثا، يبلا، الرفيد، عقربا، كفر سوم                                                                      |
| بلدية اليرموك الجديدة      |              | لواء بني كنانة                | حريما           | حريما، خرجا، أبو اللوقس (إربد)، اليرموك                                                                        |
| بلدية معاذ بن جبل          |              | لواء الأغوار الشمالية         | الشونة الشمالية | الشونة الشمالية، العدسية، المنشية، وقاص                                                                        |
| بلدية الشعلة               |              | لواء بني كنانة                | سحم             | سحم، سمر |
| بلدية السرو                |              | لواء بني كنانة                | سما الروسان     | سما الروسان، حاتم                                                                                              |
| بلدية طبقة فحل             |              | لواء الأغوار الشمالية         | طبقة فحل        | الشيخ حسين، المشارع                                                                                            |
| بلدية شرحبيل بن حسنة       |              | لواء الأغوار الشمالية         | كريمة           | كريمة، وادي الريان                                                                                             |
| بلدية المزار الجديدة       |              | لواء المزار الشمالي           | المزار الشمالي  | المزار الشمالي، عنبة، دير يوسف، حبكا، جحفية، ارحابا، زوبيا                                                     |
| بلدية الوسطية              |              | لواء الوسطية                  | كفر أسد         | كفر أسد، قميم، حوفا الوسطية                                                                                    |
| بلدية رابية الكورة         |              | لواء الكورة                   | سموع            | زمال، سموع، جنين الصفا، كفر كيفيا                                                                              |
| بلدية الطيبة الجديدة       |              | لواء الطيبة                   | الطيبة          | الطيبة، دير السعنة، صما، مخربا، زبدة الوسطية، مندح، أبسر أبو علي                                               |
| بلدية برقش                 |              | لواء الكورة                   | جديتا           | بيت إيدس، كفر راكب، كفر عوان، كفر أبيل، جديتا                                                                  |
| بلدية دير أبي سعيد الجديدة |              | لواء الكورة                   | دير أبي سعيد    | دير أبي سعيد، كفر الماء، الأشرفية، جفين، تبنة                                                                  |

## التوزيع الديموغرافي للسكان

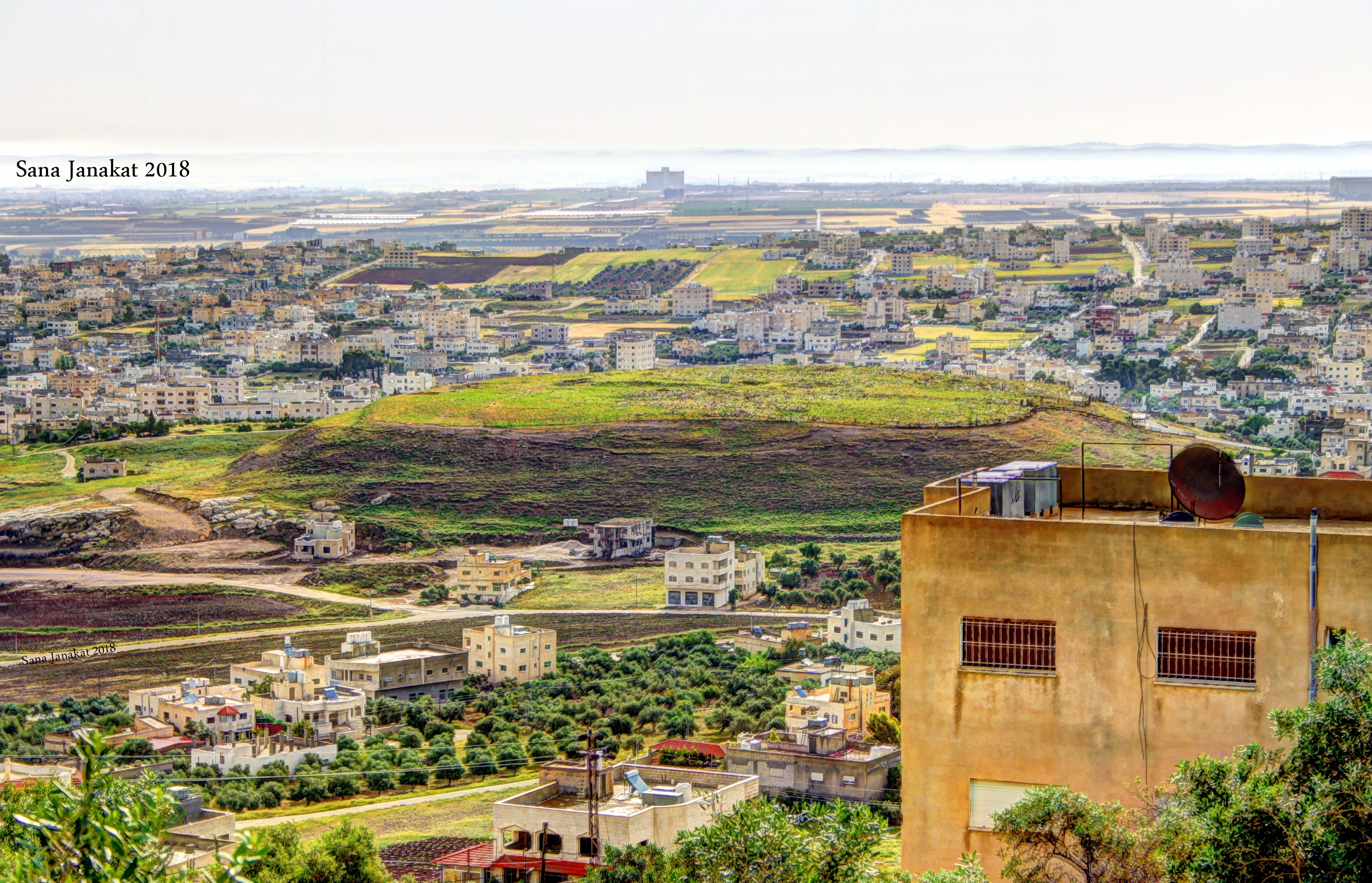

تشير البيانات الديموغرافية للتعداد الوطني الأردني لعام 2015 إلى أن محافظة إربد كان يبلغ عدد سكانها 1,770,158.
| نسبة الذكور إلى الإناث         | 51.1% إلى 48.9% |
| نسبة الأردنيين للجنسيات الأخرى | 96.6% إلى 3.4%  |
| سكان الحضر                     | 707,420         |
| سكان الأرياف                   | 220,872         |
| المجموع                        | 928,292         |

## الاقتصاد
توجد ثلاث مناطق صناعية مؤهلة في المحافظة.

## التعليم
توجد عدة جامعات، بالإضافة إلى واحدة من أقدم الكليات في الأردن (كلية حوارة)، وهذه الجامعات هي:
1. جامعة اليرموك [5]
2. جامعة العلوم والتكنولوجيا الأردنية [6]
3. جامعة إربد الأهلية [7]
4. جامعة جدارا [8]
5. كلية غرناطة

## الرياضة

### النوادي الرياضية في مدينة إربد
- نادي كفرسوم
- نادي سال الـريـاضـي
- نادي الصريح الرياضي
- نادي الرمثا الرياضي
- نادي اتحاد الرمثا
- نادي الحسين إربد
- النادي العربي
- نادي الطرة
- نادي الجليل
- نادي الكرمل
- نادي صما
- نادي بشرى
- نادي كفر يوبا
- نادي الطيبة
- نادي شباب الرمثا
- نادي كفر جايز
- نادي بيت يافا
- نادي خرجا
- نادي حريما
- نادي فوعرا (تأسس سنة 2018)

## وصلات خارجية
- موقع التاريخ الأردني
- دليل إربد
- أخبار إربد